# Buzzer beater
Un buzzer beater (battisirena) è il termine che nella pallacanestro definisce un canestro realizzato sul suono della sirena. Per essere considerato valido, il pallone deve essere rilasciato dalla mano del tiratore prima che la sirena di fine tempo suoni e che si accendano le luci rosse poste sul tabellone e sul tavolo degli ufficiali di gara.
Sebbene la definizione sia valida per qualsiasi canestro realizzato sulla sirena (di fine periodo di gioco o al termine dei 24 secondi di tempo per il tiro) il termine viene utilizzato generalmente solo per i canestri realizzati allo scadere e che si rivelano decisivi per l'assegnazione della vittoria.
Talvolta, in NBA, NCAA ed Eurolega, si utilizza l'instant replay per consentire agli arbitri di verificare se il tiro sia stato effettivamente scagliato prima del suono della sirena. In Italia, tale sistema è stato introdotto a partire dal 2005, e proprio al termine della stagione ha permesso di verificare la validità del tiro da tre punti effettuato da Rubén Douglas nella quarta partita di finale tra Fortitudo Bologna e Olimpia Milano, decretando la vittoria della squadra bolognese.

## Esempi di buzzer beater (alla fine della partita)

### Playoff NBA
- Jerry West manda gara 3 delle finali NBA del 1970 tra i Los Angeles Lakers e i New York Knicks ai supplementari con un tiro da centrocampo scagliato sul suono della sirena (al tempo non esisteva il tiro da tre punti, altrimenti i Lakers avrebbero vinto la partita).
- Nella finale della Western Conference del 1986, gli Houston Rockets battono i Lakers con un tiro all'ultimo secondo di Ralph Sampson.
- Nella decisiva Gara 5 dei playoffs del 1989 tra Chicago Bulls e Cleveland Cavaliers, con Cleveland avanti di un punto, Michael Jordan, che all'epoca non aveva ancora vinto una serie ai playoffs, riceve palla nei secondi finali e tira in sospensione, galleggiando in aria. Craig Ehlo lo marca da vicino e tenta di stopparlo, ma il pallone si infila nel canestro, decretando la vittoria dei Bulls.
- I Chicago Bulls vincono gara 6 delle finali del 1993 con un tiro sulla sirena di John Paxson.
- Alonzo Mourning batte i Boston Celtics all'ultimo secondo nei playoff 1993, garantendo agli Charlotte Hornets la loro prima vittoria in una serie di post-season.
- Reggie Miller realizza due tiri da tre punti consecutivi, l'ultimo sulla sirena, per eliminare i New York Knicks dai playoffs 1995.
- John Stockton nel 1997 porta per la prima volta alle finali Nba gli Utah Jazz con un tiro da tre punti sulla sirena in gara 6 della serie contro gli Houston Rockets.
- Sean Elliott porta i San Antonio Spurs alle finali 1999, con un tiro all'ultimo secondo che batte i Portland Trail Blazers: passerà alla storia come "Memorial Day Miracle", visto che la partita si gioca proprio nel giorno della memoria, ossia il 31 maggio 1999.
- Nelle finali della Western Conference del 2002, i Lakers vincono a Sacramento gara 4 con un memorabile canestro da tre punti sulla sirena di Robert Horry. Alla fine Los Angeles vincerà la serie 4-3, accedendo alle finali in cui batterà i Nets.
- Derek Fisher, nelle finali della Western Conference dei playoffs 2004 contro San Antonio, riceve la rimessa laterale, scaglia il pallone verso il tabellone e segna decretando la vittoria Lakers in gara 4 con appena 0.4 secondi sul cronometro (dopo un finale di partita memorabile in cui si erano alternati un canestro dei Lakers e uno di Duncan per gli Spurs negli ultimi 10 secondi).
- Kobe Bryant nella gara 4 del primo turno dei playoffs 2006 contro i Phoenix Suns realizza un canestro per andare ai supplementari, poi allo scadere degli stessi segna per la vittoria Lakers.
- LeBron James nelle finali della Eastern Conference dei playoffs 2009 realizza in gara 2 una tripla, con 1 secondo da giocare, che vale la vittoria e il momentaneo pareggio nella serie contro i Magic.
- Nelle semifinali della Eastern Conference dei playoffs 2010 Glen Davis a 1,2 secondi dalla fine esegue un tiro che permette ai Boston Celtics di ottenere una vittoria nei confronti degli Orlando Magic.
- Kevin Durant durante Gara 1 dei Playoffs 2012 scaglia una tripla a 1,1 secondi dallo scadere portando la sua squadra da una situazione di svantaggio alla vittoria.
- Damian Lillard segna una tripla in gara 6 dei playoffs 2014 della serie contro gli Houston Rockets con 0,9 secondi da giocare e portando i Portland Trail Blazers alle semifinali della Western conference.
- Derrick Rose, durante gara 3 delle semifinali della Eastern Conference dei playoffs 2015, segna una tripla con l'aiuto del tabellone portando i Chicago Bulls avanti 2-1 nella serie contro i Cleveland Cavaliers.
- Paul Pierce, durante gara 3 delle semifinali della Eastern Conference dei playoffs 2015, segna un tiro da due con l'aiuto del tabellone contro tre difensori portando i Washington Wizards avanti 2-1 nella serie contro gli Atlanta Hawks.
- LeBron James segna un long-two con 1,5 secondi da giocare e porta i Cleveland Cavaliers in parità nella serie contro i Chicago Bulls dei playoffs 2015.
- LeBron James segna una tripla con 3 secondi da giocare e porta i Cleveland Cavaliers in vantaggio 3-2 nella serie contro gli Indiana Pacers dei playoffs 2018.
- Damian Lillard segna una tripla dalla lunga distanza marcato da Paul George, consegnando gara 5 e la vittoria della serie ai Portland Trail Blazers sugli Oklahoma City Thunder nei playoffs 2019; in questa partita realizza 50 punti con 10 tiri da 3, stabilendo così anche il record di franchigia nei playoffs in quest'ultima statistica.
- Kawhi Leonard, durante gara 7 delle semifinali della Eastern Conference dei playoffs 2019 contro i 76ers, segna un long-two dall'angolo sancendo la vittoria dei suoi Toronto Raptors e portandoli alle finali di Conference.
- OG Anunoby, durante gara 3 delle semifinali della Eastern Conference dei playoffs 2020 contro i Boston Celtics, segna una tripla allo scadere dall'angolo, portando il punteggio finale sul 103-104 per i Toronto Raptors e decretando così la prima vittoria della sua squadra nella serie contro la squadra del Massachusetts.